# Holoplâncton
Em biologia marinha, chama-se holoplâncton ao conjunto dos organismos que passam todo o seu ciclo de vida na coluna de água, fazendo parte do plâncton. Podem também habitar os mais diversificados ambientes marinhos (haliplâncton) ou de água doce (limnoplâncton).
Fazem parte deste grupo, não só animais característicos do zooplâncton, como os copépodes, que chegam a 70% de todo o zooplâncton, e outros crustáceos, alguns moluscos, como os pteródopes, e mesmo cordados, como as salpas e apendiculários Urochordata, mas também muitos protozoários. Entre estes, encontram-se formas que, por vezes, são consideradas parte do fitoplâncton, como os dinoflagelados, mas também os foraminíferos, cujas conchas formam grandes depósitos de sedimentos calcários nos fundos oceânicos (juntamente com as dos pterópodes, já referidos).
Ao contrário do meroplâncton, as fases larvares destes animais fazem igualmente parte do holoplâncton.